# SN 1979F
SN 1979F – niepotwierdzona supernowa odkryta 19 sierpnia 1979 roku w galaktyce A023948-3326. W momencie odkrycia miała maksymalną jasność 18,00m.